# Coupe du monde de bobsleigh 2009-2010
Navigation
Édition précédente Édition suivante
L'édition 2010 de la Coupe du monde de bobsleigh se déroule entre le 9 novembre 2009 et le 24 janvier 2010.
Organisée par la Fédération internationale de bobsleigh et de tobogganing, cette compétition débute au mois de novembre 2009 par des épreuves organisées à Park City en États-Unis et se clôt le 24 janvier 2010 à Igls. Au mois de février se déroulent les épreuves olympiques à Whistler.

## Règlement
| Période / Place | 1   | 2   | 3   | 4   | 5   | 6   | 7   | 8   | 9   | 10  | 11  | 12  | 13  | 14  | 15  | 16 | 17 | 18 | 19 | 20 | 21 | 22 | 23 | 24 | 25 | 26 | 27 | 28 | 29 |
| --------------- | --- | --- | --- | --- | --- | --- | --- | --- | --- | --- | --- | --- | --- | --- | --- | -- | -- | -- | -- | -- | -- | -- | -- | -- | -- | -- | -- | -- | -- |
| 2010            | 225 | 210 | 200 | 192 | 184 | 176 | 168 | 160 | 152 | 144 | 136 | 128 | 120 | 112 | 104 | 96 | 88 | 80 | 74 | 68 | 62 | 56 | 50 | 45 | 40 | 36 | 32 | 28 | 24 |

## Déroulement de la saison

### Première étape à Park City

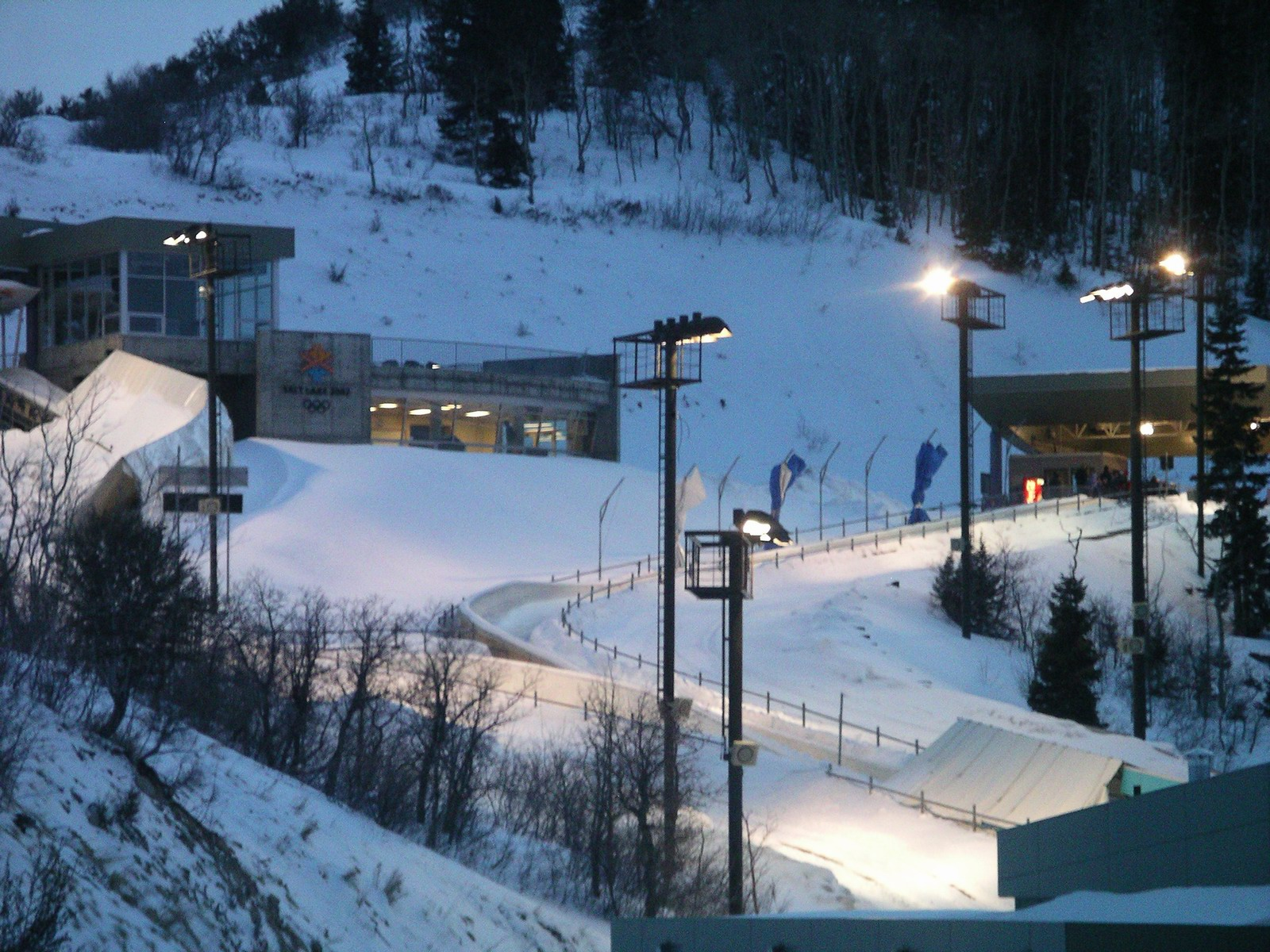
Piste de Park City.

Sur la piste de Park City où se sont déroulés des Jeux olympiques d'hiver de 2002 se déroule la première étape de la Coupe du monde. L'épreuve féminine de bob à 2 ouvre le week-end et voit la victoire de la pilote allemande Cathleen Martini devant sa compatriote Sandra Kiriasis et l'Américaine Erin Pac. Martini et Kiriasis étaient clairement les favorites, occupant les deux premières places au général l'année précédente. En bob à 2 masculin, le tenant du titre de la coupe du monde 2009 Beat Hefti remporte l'épreuve en compagnie d'Alex Baumann, il devance l'Américain Todd Hays et le Suisse Ivo Rüegg (champion du monde en titre). Enfin, en bob à 4 masculin, le pilote canadien Lyndon Rush créé la sensation en s'imposant alors que celui-ci n'était jamais monté sur un podium en Coupe du monde, il devance le Letton Janis Minins et le Russe Dmitry Abramovitch, ces derniers occupant tous deux la seconde place.

### Deuxième étape à Lake Placid

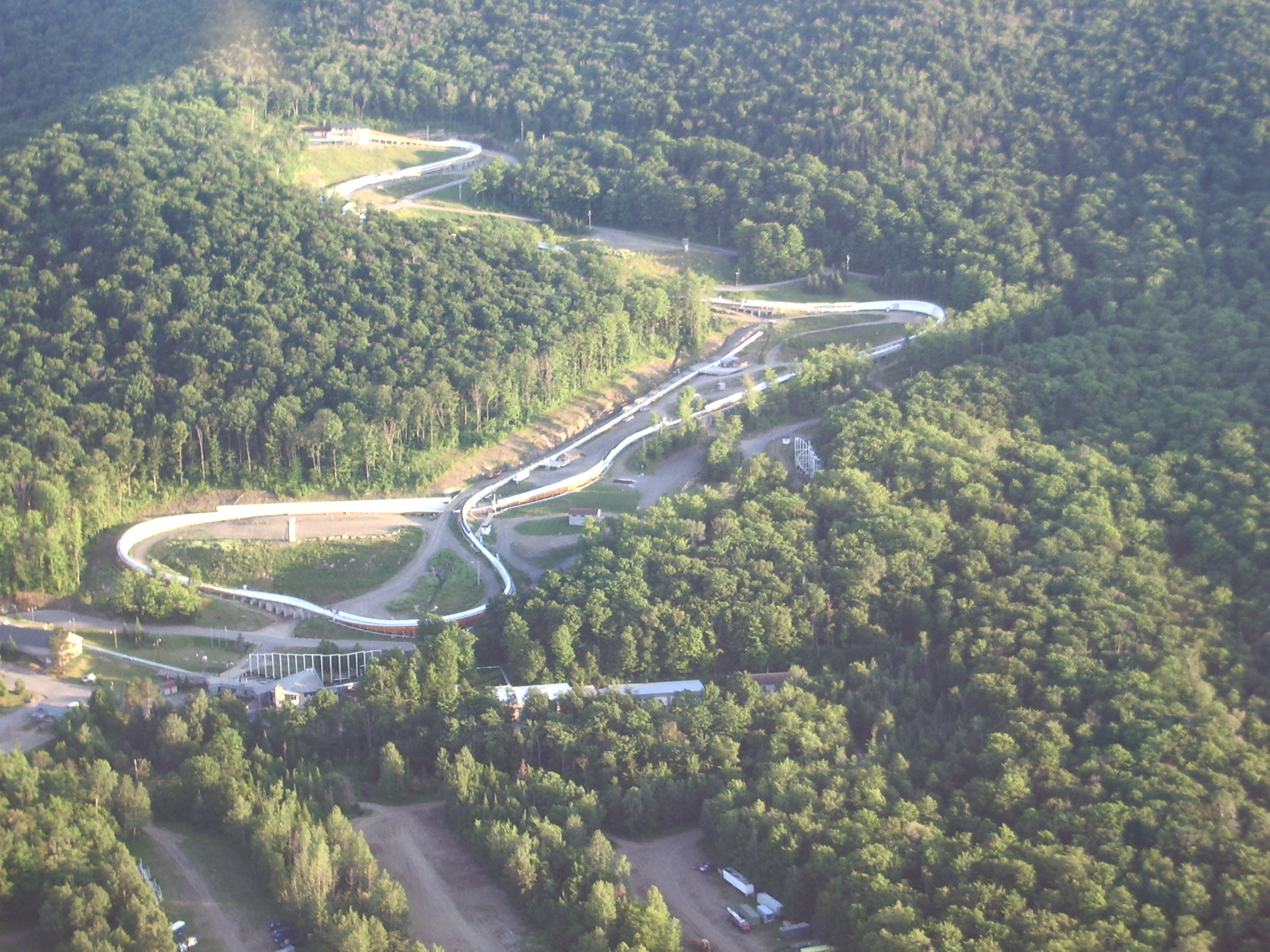
Piste de Lake Placid.

Lors de la deuxième étape à Lake Placid, l'épreuve de bob à 2 masculin se déroule sans Hefti (en repos) et Hays (blessé). Le vainqueur est inattendu puisque c'est l'Américain John Napier (22 ans) qui s'impose devant son compatriote Steven Holcomb et le Suisse Rüegg. Holcomb prend la tête du classement général devant Rüegg. En bob à 2 féminin, l'Allemande Martini remporte son second succès devant sa compatriote Kiriasis comme lors de l'étape précédente, la troisième place revient à la Canadienne Kaillie Humphries. En bob à 4, c'est un doublé américain avec les mêmes protagonistes que la journée précédente, sauf que c'est Holcomb qui remporte l'épreuve devant Napier, la troisième place revient à l'Autrichien Wolfgang Stampfer. Le classement général est dominé par Minins (cinquième ce week-end) devant Holcomb et Rush (septième). Le Russe Abramovitch, second à Park City, termine à une modeste seizième place.

### Troisième étape à Cesana Pariol
Sur la piste des Jeux olympiques d'hiver de 2006 à Cesana Pariol, l'épreuve de bob à 4 voit la victoire du pilote américain Steve Holcomb qui compte donc une seconde victoire d'affilée cette saison. Il devance le Suisse Ivo Rüegg et le Canadien Lyndon Rush. En bob à 2 masculin, c'est un doublé suisse, Beat Hefti devant Rüegg, Holcom termine troisième. Enfin chez les femmes, l'Américaine Shauna Rohbock met fin à l'invincibilité de Martini en la devançant sur le podium, la troisième place revenant à Kiriasis.

### Quatrième étape à Winterberg

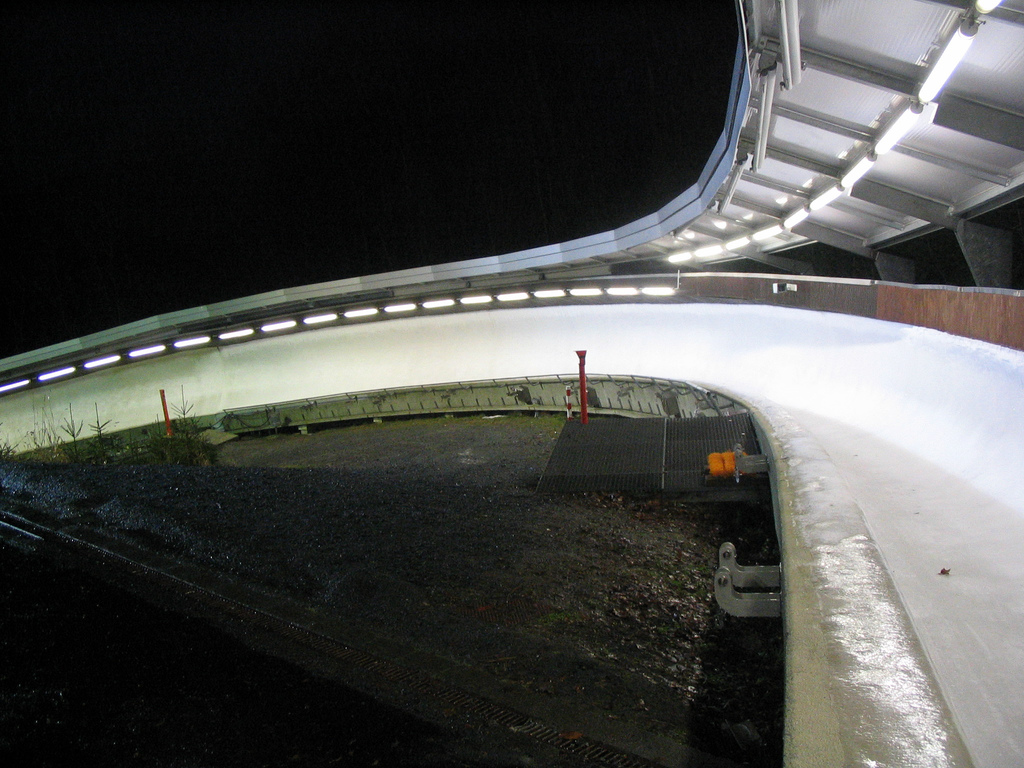
Piste de Winterberg.

La tournée allemande arrive avec trois étapes organisées sur ses terres, tout d'abord sur la piste de Winterberg. En bob à 4, Holcom confirme sa place de leader du classement général et empoche sa troisième victoire d'affilée devant deux bob allemands conduits par André Lange et Karl Angerer. En bob à 2 masculin, c'est le Suisse Hefti qui empêche les locaux de s'imposer puisqu'il devance le bob allemand piloté par Angerer et le bob de son compatriote Rüegg. En revanche, chez les femmes, l'Allemagne réalise le doublé avec la victoire de Martini, la troisième en quatre courses, devant Kiriasis, la troisième place revient à l'Américaine Erin Pac.

### Cinquième étape à Altenberg

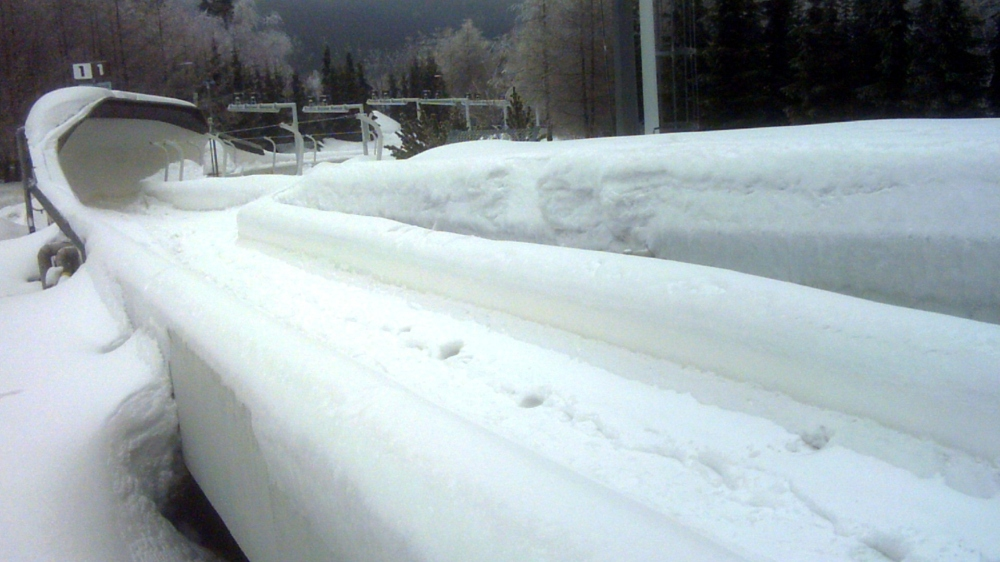
Piste d'Altenberg.

À Altenberg, Steven Holcomb ne remportera pas de quatrième étape d'affilée puisqu'il prend la seconde place en bob à 4, il est devancé par André Lange, la troisième place revient au Russe Evgeny Popov qui n'avait pas connu tel honneur depuis février 2007. Lange est l'homme du week-end puisqu'il remporte également l'épreuve de bob à 2 devant son compatriote Thomas Florschütz et Rüegg. Enfin, chez les femmes, la sensation est de ne trouver aucun bob allemand sur le podium, les Canadiennes Kaillie Humphries et Helen Upperton réalisent le doublé devant Rohbock, Kiriasis ne terminant que quatrième.

### Cinquième étape à Königssee
La dernière étape allemande à Königssee permet à l'Allemagne de réaliser le triplé. En bob à 4, André Lange devance Holcomb et John Napier. En bob à 2, Florschütz devance Lange et Hefti. Enfin chez les femmes, Martini devance Humphries et Kiriasis.
À deux étapes de la fin de la coupe du monde, le classement général est comme suit. En bob à 4, Holcomb occupe la tête devant le Letton Janis Minins (rarement sur le podium, mais toujours placé dans le top 10) et le Canadien Lyndon Rush. En bob à 2, Ivo Rüegg occupe la tête en raison de ses cinq podiums d'affilée, il devance deux Allemands : Thomas Florschütz et Karl Angerer, à la quatrième place il y a son compatriote Beat Hefti. Enfin, en bob à 2 féminin, Sandra Kiriasis est leader devant deux Canadiennes - Kaillie Humphries et Helen Upperton - et deux Américaines - Shauna Rohbock et Erin Pac. Martini est sixième malgré ses quatre victoires, celle-ci étant absente de l'étape d'Altenberg à cause d'une blessure au mollet.

## Classement général

### Bob à 2 masculin
| Pos. | Bobeur             | PAR | LAK | CES | WIN | ALT | KON | MOR | IGL | Points |
| ---- | ------------------ | --- | --- | --- | --- | --- | --- | --- | --- | ------ |
| 1    | Ivo Rüegg          | 3   | 3   | 2   | 3   | 3   | 4   | 8   | 9   | 1514   |
| 2    | Thomas Florschütz  | 8   | 5   | 9   | 5   | 2   | 1   | 6   | 5   | 1475   |
| 3    | Karl Angerer       | 6   | 8   | 6   | 2   | 4   | 6   | 4   | 4   | 1474   |
| 4    | Beat Hefti         | 1   | -   | 1   | 1   | 6   | 3   | 7   | 1   | 1444   |
| 5    | André Lange        | 10  | -   | 10  | 6   | 1   | 2   | 1   | 2   | 1334   |
| 6    | Lyndon Rush        | 7   | 7   | 13  | 11  | 5   | 5   | 1   | 10  | 1329   |
| 7    | Steven Holcomb     | 4   | 2   | 3   | 7   | 19  | 9   | 14  | 5   | 1292   |
| 8    | John Napier        | 12  | 1   | 5   | 10  | 10  | 11  | 15  | 13  | 1185   |
| 9    | Alexsandr Zubkov   | 5   | 6   | 4   | 8   | 8   | 13  | 23  | 11  | 1178   |
| 10   | Pierre Lueders     | 9   | 4   | 8   | 19  | -   | 8   | 9   | 8   | 1050   |
| 11   | Daniel Schmid      | 13  | 17  | 15  | 4   | -   | 10  | 5   | 3   | 1032   |
| 12   | Dmitry Abramovitch | 17  | 10  | 11  | 12  | 11  | 14  | 10  | 15  | 992    |
| 13   | Simone Bertazzo    | 13  | 14  | 7   | 9   | 13  | 24  | 13  | 16  | 933    |
| 14   | Edwin van Calker   | 19  | 16  | 23  | 24  | 12  | 7   | 3   | 7   | 929    |
| 15   | Janis Minins       | 11  | 13  | 12  | 13  | 9   | 17  | 24  | 12  | 917    |
| 16   | Evgeny Popov       | 24  | 12  | 14  | 14  | 7   | 23  | 16  | 21  | 773    |
| 17   | Jürgen Loacker     | 16  | 11  | 16  | 18  | 16  | 20  | 26  | 14  | 720    |
| 18   | Ivo Danilevic      | 18  | 21  | 16  | 21  | 14  | 12  | 18  | 17  | 708    |
| 19   | Fabrizio Tosini    | 22  | 18  | 19  | 20  | 15  | 22  | 20  | 20  | 574    |
| 20   | Dawid Kupczyk      | 27  | 20  | 21  | 17  | 21  | 15  | 24  | 24  | 506    |

### Bob à 4 masculin
| Pos. | Bobeur             | PAR | LAK | CES | WIN | ALT | KON | MOR | IGL | Points |
| ---- | ------------------ | --- | --- | --- | --- | --- | --- | --- | --- | ------ |
| 1.   | Steven Holcomb     | 7   | 1   | 1   | 1   | 2   | 2   | 4   | 8   | 1615   |
| 2.   | Janis Minins       | 2   | 5   | 4   | 7   | 5   | 4   | 27  | 4   | 1354   |
| 3.   | André Lange        | 17  | –   | 11  | 2   | 1   | 1   | 1   | 1   | 1334   |
| 4.   | John Napier        | 8   | 2   | 9   | 5   | 10  | 3   | 11  | 13  | 1306   |
| 5.   | Thomas Florschütz  | 5   | 8   | 8   | 4   | 7   | 6   | 21  | 3   | 1302   |
| 6.   | Ivo Rüegg          | 10  | 4   | 2   | 16  | 11  | 12  | 5   | 2   | 1300   |
| 7.   | Karl Angerer       | 24  | 13  | 7   | 3   | 8   | 5   | 2   | 4   | 1279   |
| 8.   | Lyndon Rush        | 1   | 7   | 3   | 12  | 4   | 10  | 25  | 7   | 1265   |
| 9.   | Dmitry Abramovitch | 2   | 16  | 15  | 6   | 6   | 7   | 24  | 6   | 1151   |
| 10.  | Alexsandr Zubkov   | 13  | –   | 6   | 10  | 9   | 8   | 3   | 9   | 1104   |
| 11.  | Edwin van Calker   | 10  | 6   | 13  | 9   | Ab. | 13  | 8   | 11  | 1008   |
| 12.  | Pierre Lueders     | 10  | 9   | 10  | 13  | -   | 9   | 6   | 16  | 984    |
| 13.  | Evgeny Popov       | 21  | 11  | 18  | 11  | 3   | 16  | 12  | 10  | 982    |
| 14.  | Edgars Maskalans   | 9   | 12  | 12  | 14  | 12  | 14  | 16  | 13  | 976    |
| 15.  | Ivo Danilevic      | 14  | 10  | 14  | 17  | 13  | 17  | 18  | 15  | 848    |
| 16.  | Beat Hefti         | 15  | –   | 5   | 8   | -   | 11  | 23  | 12  | 762    |
| 17.  | Jürgen Loacker     | 19  | 19  | 16  | 15  | 15  | 19  | 14  | 18  | 718    |
| 18.  | Dawid Kupczyk      | 20  | 17  | 19  | 19  | 16  | 15  | 10  | 20  | 716    |
| 19.  | Wolfgang Stampfer  | 4   | 3   | -   | -   | -   | 18  | 9   | 19  | 698    |
| 20.  | Simone Bertazzo    | 22  | 15  | 17  | 20  | 14  | 21  | 19  | 22  | 620    |

### Bob à 2 féminin
| Pos. | Bobeuse             | PAR | LAK | CES | WIN | ALT | KON | MOR | IGL | Points |
| ---- | ------------------- | --- | --- | --- | --- | --- | --- | --- | --- | ------ |
| 1    | Sandra Kiriasis     | 2   | 2   | 3   | 2   | 4   | 3   | 2   | 6   | 1608   |
| 2    | Kaillie Humphries   | 6   | 3   | 6   | 5   | 1   | 2   | 4   | 3   | 1563   |
| 3    | Cathleen Martini    | 1   | 1   | 2   | 1   | -   | 1   | 1   | 2   | 1545   |
| 4    | Shauna Rohbock      | 9   | 5   | 1   | 4   | 3   | 7   | 5   | 1   | 1530   |
| 5    | Helen Upperton      | 5   | 6   | 4   | 7   | 2   | 4   | 9   | 7   | 1442   |
| 6    | Erin Pac            | 3   | 7   | 5   | 3   | 6   | 5   | 13  | 4   | 1424   |
| 7    | Claudia Schramm     | 10  | 4   | 10  | 6   | 5   | 5   | 3   | 11  | 1360   |
| 8    | Sabina Hafner       | 8   | 9   | 12  | 8   | 7   | 12  | 6   | 5   | 1256   |
| 9    | Bree Schaaf         | 4   | 9   | 6   | 10  | 13  | 10  | 11  | 13  | 1184   |
| 10   | Amanda Stepenko     | 11  | 12  | 9   | 12  | 8   | 10  | 15  | 7   | 1120   |
| 11   | Maya Bamert         | 12  | 11  | 13  | 11  | 9   | 12  | 10  | 9   | 1096   |
| 12   | Esme Kamphuis       | 14  | 14  | 16  | 9   | 10  | 9   | 14  | 15  | 984    |
| 13   | Fabienne Meyer      | 15  | 13  | 11  | 13  | 20  | 16  | 8   | 10  | 948    |
| 14   | Nicola Minichiello  | 7   | 8   | 8   | -   | -   | 8   | 7   | 14  | 928    |
| 15   | Paula Walker        | 16  | 15  | 14  | 15  | 11  | 15  | 16  | 18  | 832    |
| 16   | Anastasia Skulkina  | 13  | 16  | 14  | 17  | 14  | 14  | 17  | 19  | 802    |
| 17   | Olga Federova       | 18  | 18  | 17  | 18  | 12  | 17  | 12  | 12  | 800    |
| 18   | Jessica Gillarduzzi | 17  | 19  | 20  | 16  | 15  | 19  | -   | 16  | 600    |
| 19   | Elfje Willemsen     | 20  | 17  | 21  | 14  | 16  | 21  | 22  | -   | 544    |
| 20   | Christina Hengster  | 22  | 20  | 18  | 23  | 18  | 24  | 21  | 17  | 529    |

## Calendrier
| 1. Park City (9 novembre - 14 novembre 2009) |           |                                                                 | |                                     |
| Date                                         | Épreuve   | Vainqueur                                                       | Deuxième | Troisième                           |
| 14/11/2009                                   | Bob à 4 H | Canada Lyndon Rush Chris le Bihan Dan Humphries Lascelles Brown | Lettonie Janis Minins Daumants Dreiskens Oskars Melbardis Intars Dambis Russie Dmitry Abramovitch Philipp Egorov Dmitriy Stepushkin Sergey Purdnikov |                                     |
| 13/11/2009                                   | Bob à 2 H | Suisse Beat Hefti Alex Baumann                                  | États-Unis Todd Hays Steven Langton | Suisse Ivo Rüegg Cédric Grand       |
| 13/11/2009                                   | Bob à 2 F | Allemagne Cathleen Martini Romy Logsch                          | Allemagne Sandra Kiriasis Berit Wiacker | États-Unis Erin Pac Michelle Rzepka |

| 2. Lake Placid (16 novembre - 22 novembre 2009) |           |                                                                       |                                                                       |                                                                               |
| Date                                            | Épreuve   | Vainqueur                                                             | Deuxième                                                              | Troisième                                                                     |
| 22/11/2009                                      | Bob à 4 H | États-Unis Steven Holcomb Justin Olsen Steve Mesler Curtis Tomasevicz | États-Unis John Napier Jamie Moriarty Steven Langton Christopher Fogt | Autriche Wolfgang Stampfer Johannes Wipplinger Jürgen Mayer Martin Lachkovics |
| 21/11/2009                                      | Bob à 2 H | États-Unis John Napier Chuck Berkeley                                 | États-Unis Steven Holcomb Justin Olsen                                | Suisse Ivo Rüegg Roman Handschin                                              |
| 21/11/2009                                      | Bob à 2 F | Allemagne Cathleen Martini Romy Logsch                                | Allemagne Sandra Kiriasis Janine Tischer                              | Canada Kaillie Humphries Heather Moyse                                        |

| 3. Cesana Pariol (30 novembre - 6 décembre 2009) |           |                                                                       |                                                                  |                                                                 |
| Date                                             | Épreuve   | Vainqueur                                                             | Deuxième                                                         | Troisième                                                       |
| 06/12/2009                                       | Bob à 4 H | États-Unis Steven Holcomb Justin Olsen Steve Mesler Curtis Tomasevicz | Suisse Ivo Rüegg Roman Handschin Cédric Grand Patrick Blöchliger | Canada Lyndon Rush Chris le Bihan Dan Humphries Lascelles Brown |
| 05/12/2009                                       | Bob à 2 H | Suisse Beat Hefti Thomas Lamparter                                    | Suisse Ivo Rüegg Cédric Grand                                    | États-Unis Steven Holcomb Curtis Tomasevicz                     |
| 05/12/2009                                       | Bob à 2 F | États-Unis Shauna Rohbock Michelle Rzepka                             | Allemagne Cathleen Martini Romy Logsch                           | Allemagne Sandra Kiriasis Berit Wiacker                         |

| 4. Winterberg (7 décembre - 13 décembre 2009) |           |                                                                       |                                                           |                                                                 |
| Date                                          | Épreuve   | Vainqueur                                                             | Deuxième                                                  | Troisième                                                       |
| 13/12/2009                                    | Bob à 4 H | États-Unis Steven Holcomb Justin Olsen Steve Mesler Curtis Tomasevicz | Allemagne Andre Lange Rene Hoppe Kevin Kuske Martin Putze | Allemagne Karl Angerer Andreas Udvari Alex Mann Gregor Bermbach |
| 12/12/2009                                    | Bob à 2 H | Suisse Beat Hefti Alex Baumann                                        | Allemagne Karl Angerer Gregor Bermbach                    | Suisse Ivo Rüegg Roman Handschin                                |
| 12/12/2009                                    | Bob à 2 F | Allemagne Cathleen Martini Romy Logsch                                | Allemagne Sandra Kiriasis Janine Tischer                  | États-Unis Erin Pac Elana Meyers                                |

| 5. Altenberg (14 décembre - 20 décembre 2009) |           |                                                           |                                                                       |                                                                     |
| Date                                          | Épreuve   | Vainqueur                                                 | Deuxième                                                              | Troisième                                                           |
| 20/12/2009                                    | Bob à 4 H | Allemagne Andre Lange Rene Hoppe Kevin Kuske Martin Putze | États-Unis Steven Holcomb Justin Olsen Steve Mesler Curtis Tomasevicz | Russie Evgeny Popov Denis Moiseychenkov Andrey Yurkov Alexey Kireev |
| 19/12/2009                                    | Bob à 2 H | Allemagne Andre Lange Kevin Kuske                         | Allemagne Thomas Florschütz Marc Kühne                                | Suisse Ivo Rüegg Cédric Grand                                       |
| 19/12/2009                                    | Bob à 2 F | Canada Kaillie Humphries Heather Moyse                    | Canada Helen Upperton Jennifer Ciochetti                              | États-Unis Shauna Rohbock Michelle Rzepka                           |

| 6. Königssee (4 janvier - 10 janvier 2010) |           |                                                           |                                                                       |                                                                       |
| Date                                       | Épreuve   | Vainqueur                                                 | Deuxième                                                              | Troisième                                                             |
| 10/01/2010                                 | Bob à 4 H | Allemagne Andre Lange Rene Hoppe Kevin Kuske Martin Putze | États-Unis Steven Holcomb Justin Olsen Steve Mesler Curtis Tomasevicz | États-Unis John Napier Chuck Berkeley Steven Langton Christopher Fogt |
| 09/01/2010                                 | Bob à 2 H | Allemagne Thomas Florschütz Richard Adjei                 | Allemagne Andre Lange Kevin Kuske                                     | Suisse Beat Hefti Thomas Lamparter                                    |
| 09/01/2010                                 | Bob à 2 F | Allemagne Cathleen Martini Romy Logsch                    | Canada Kaillie Humphries Heather Moyse                                | Allemagne Sandra Kiriasis Christin Senkel                             |

| 7. Saint-Moritz (11 janvier - 17 janvier 2010) |           |                                                                      |                                                                 |                                                                      |
| Date                                           | Épreuve   | Vainqueur                                                            | Deuxième                                                        | Troisième                                                            |
| 17/01/2010                                     | Bob à 4 H | Allemagne André Lange Rene Hoppe Kevin Kuske Martin Putze            | Allemagne Karl Angerer Alex Mann Andreas Bredau Gregor Bermbach | Russie Alexsandr Zubkov Philipp Egorov Dmitry Trunenkov Petr Moiseev |
| 16/01/2010                                     | Bob à 2 H | Canada Lyndon Rush Lascelles Brown Allemagne André Lange Kevin Kuske |                                                                 | Pays-Bas Edwin van Calker Sybren Jansma                              |
| 16/01/2010                                     | Bob à 2 F | Allemagne Cathleen Martini Romy Logsch                               | Allemagne Sandra Kiriasis Christin Senkel                       | Allemagne Claudia Schramm Berit Wiacker                              |

| 8. Igls (18 janvier - 24 janvier 2010) |           |                                                           |                                                                |                                                                         |
| Date                                   | Épreuve   | Vainqueur                                                 | Deuxième                                                       | Troisième                                                               |
| 24/01/2010                             | Bob à 4 H | Allemagne André Lange Rene Hoppe Kevin Kuske Martin Putze | Suisse Ivo Rüegg Roman Handschin Thomas Lamparter Cédric Grand | Allemagne Thomas Florschütz Ronny Listner Richard Adjei Andreas Barucha |
| 23/01/2010                             | Bob à 2 H | Suisse Beat Hefti Thomas Lamparter                        | Allemagne André Lange Kevin Kuske                              | Suisse Daniel Schmid Juerg Egger                                        |
| 22/01/2010                             | Bob à 2 F | États-Unis Shauna Rohbock Michelle Rzepka                 | Allemagne Cathleen Martini Romy Logsch                         | Canada Kaillie Humphries Heather Moyse                                  |